# 閻珍
閻 珍（えん ちん、生没年不詳）は、金朝末期からモンゴル帝国初期にかけて活躍した人物。字は載之。もとの名は輪。潞州上党県の出身。父は閻謹。
『元史』には立伝されていないが『遺山先生文集』巻29故帥閻侯墓表にその事蹟が記され、『新元史』には故帥閻侯墓表を元にした列伝が記されている。

## 概要
閻珍は幼い頃から読書に親しみ金朝に仕えて公府掾の地位を得た人物であった。金末、モンゴル軍の侵攻によって華北が荒廃する中で金朝の将の張開が馬武寨に駐蹕しており、閻珍の住まう潞州方面には張開の配下の李松が派遣されていた。1222年（壬午）3月、東平地方を拠点としてモンゴルに降り大軍閥を築いていた厳実（東平行台）が潞州方面に侵攻したため、張開らはこれを恐れて逃亡してしまった。そこで現地の父老は閻珍を主として推戴し、城ごと厳実の勢力に降ることを決めた。これを受けて厳実は閻珍に宣武将軍・潞州招撫使の地位を授け、自らの配下に加えた。
閻珍が厳実に仕えるようになってしばらくして、閻珍が民から不当に金を巻き上げ蓄えていると厳実に讒言する者が現れた。これを聞いた厳実が閻珍を呼び出した所、閻珍は朱墨で収支を明快に説明したため、これに感心した厳実は閻珍に改めて懐遠大将軍・元帥左監軍・兼同知昭義軍節度使事の地位を授けたという。その後、更に輔国上将軍・左副元帥・昭義軍節度使の地位を授けられ、壮士数千を率いて潞州を守った。
この頃、一度モンゴルに降った武仙が裏切り再び金朝に帰順しようとしており、閻珍は捕らえられて馬武寨に送られた所を救い出された。事情を知った厳実は閻珍を許し処罰はしなかったものの、閻珍は河南に左遷されてしまった。後に閻珍は再び厳実に仕えるようになったものの、57歳にして亡くなった。